# Campeonato Nacional de Argelia 2020-21
El Campeonato Nacional de Argelia 2020-21 fue la 57ª edición de la Championnat National de Première Division, la máxima categoría del fútbol profesional de Argelia. Inició el 27 de noviembre de 2020 y finalizó en 28 de agosto de 2021.

## Sistema de competición
Se disputan en 38 jornadas enfrentándose todos los equipos, al final quien acumula más puntos en la temporada finaliza campeón y tendrá cupo a la Liga de Campeones de la CAF 2021-22, el segundo obtendrá otro cupo y el tercero a la Copa Confederación de la CAF 2021-22. Los últimos 4 equipos descenderá a la Ligue Professionnelle 2.

## Equipos participantes
- AS Aïn M'lila
- ASO Chlef
- CA Bordj Bou Arréridj
- CR Belouizdad (C)
- CS Constantine
- ES Sétif
- JS Kabylie
- JS Saoura
- JSM Skikda (P)
- MC Alger
- MC Oran
- NA Hussein Dey
- NC Magra
- Olympique de Médéa (P)
- Paradou AC
- RC Relizane (P)
- US Biskra
- USM Alger
- USM Bel-Abbès
- WA Tlemcen (P)

## Tabla general
Actualizado el 28 de Agosto de 2021.
| Pos. | Equipo                    | PJ | PG | PE | PP | GF | GC | DG  | Pts. | Clasificado a                                 |
| ---- | ------------------------- | -- | -- | -- | -- | -- | -- | --- | ---- | --------------------------------------------- |
| 1    | CR Belouizdad (C)         | 38 | 22 | 13 | 3  | 71 | 27 | +44 | 79   | Campeón y Liga de Campeones de la CAF 2021-22 |
| 2    | ES Sétif                  | 38 | 21 | 9  | 8  | 71 | 32 | +39 | 71   | Liga de Campeones de la CAF 2021-22           |
| 3    | JS Saoura                 | 38 | 20 | 9  | 9  | 60 | 30 | +30 | 69   | Copa Confederación de la CAF 2021-22          |
| 4    | USM Alger                 | 38 | 19 | 8  | 11 | 62 | 39 | +23 | 65   |                                               |
| 5    | JS Kabylie                | 38 | 17 | 10 | 11 | 44 | 33 | +11 | 61   | Copa Confederación de la CAF 2021-22          |
| 6    | MC Oran                   | 38 | 15 | 15 | 8  | 50 | 36 | +14 | 60   |                                               |
| 7    | MC Alger                  | 38 | 14 | 12 | 12 | 59 | 43 | +16 | 57   |                                               |
| 8    | CS Constantine            | 38 | 15 | 12 | 11 | 43 | 31 | +12 | 57   |                                               |
| 9    | NC Magra                  | 38 | 14 | 10 | 14 | 38 | 44 | -6  | 52   |                                               |
| 10   | Olympique de Médéa        | 38 | 13 | 12 | 13 | 40 | 43 | -3  | 51   |                                               |
| 11   | Paradou AC                | 38 | 13 | 11 | 13 | 53 | 53 | 0   | 50   |                                               |
| 12   | NA Hussein Dey            | 38 | 11 | 14 | 13 | 45 | 44 | +1  | 47   |                                               |
| 13   | RC Relizane               | 38 | 13 | 12 | 13 | 35 | 49 | -14 | 47   |                                               |
| 14   | US Biskra                 | 38 | 11 | 13 | 14 | 32 | 46 | -14 | 46   |                                               |
| 15   | WA Tlemcen                | 38 | 11 | 9  | 18 | 40 | 46 | -6  | 45   |                                               |
| 16   | ASO Chlef                 | 38 | 12 | 9  | 17 | 39 | 53 | -14 | 45   |                                               |
| 17   | AS Aïn M'lila (R)         | 38 | 13 | 8  | 17 | 37 | 52 | -15 | 44   | Segunda División 2021-22                      |
| 18   | USM Bel-Abbès (R)         | 38 | 8  | 11 | 19 | 33 | 58 | -25 | 38   | Segunda División 2021-22                      |
| 19   | CA Bordj Bou Arréridj (R) | 38 | 4  | 10 | 24 | 29 | 67 | -38 | 22   | Segunda División 2021-22                      |
| 20   | JSM Skikda (R)            | 38 | 5  | 3  | 30 | 17 | 73 | -56 | 18   | Segunda División 2021-22                      |

## Goleadores
| Pos. | Goleador                | Equipo             | Goles |
| ---- | ----------------------- | ------------------ | ----- |
| 1    | Billel Messaoudi        | JS Saoura          | 12    |
| 2    | Mohamed El Amine Amoura | ES Sétif           | 10    |
| 3    | Samy Frioui             | MC Alger           | 9     |
| 4    | Hamza Belahouel         | CR Belouizdad      | 8     |
| 5    | Hicham Khalfallah       | Olympique de Médéa | 8     |
| 6    | Kaddour Beldjilali      | ASO Chlef          | 7     |
| 7    | Hamza Koudri            | USM Alger          | 7     |
| 8    | Kheireddine Merzougui   | JSM Skikda         | 7     |
| 9    | Abdelhakim Amokrane     | CS Constantine     | 6     |
| 10   | Mohamed Amine Hamia     | AS Aïn M'lila      | 6     |
| 11   | Ahmed Nadhir Benbouali  | Paradou AC         | 6     |